# Hot Stuff (Donna Summer)
Hot Stuff è uno dei più popolari brani musicali di disco music. Scritto da Donna Summer, Pete Bellotte, Harold Faltermeyer e Keith Forsey, prodotto da Giorgio Moroder e Pete Bellotte e interpretato dalla cantautrice statunitense Donna Summer, fu pubblicato nel 1979 dall'etichetta Casablanca Records come primo estratto dall'album Bad Girls.

## Descrizione
All'epoca Donna Summer era ampiamente riconosciuta come cantante di genere disco, ma Hot Stuff con l'assolo di chitarra eseguito da Jeff "Skunk" Baxter, l'ex chitarrista dei Doobie Brothers e degli Steely Dan, rivelò una inedita vena rock della cantante.

## Successo commerciale
Il singolo fu certificato disco di platino dalla RIAA per aver venduto oltre due milioni di copie negli Stati Uniti e rimase in vetta alla Billboard Hot 100 per tre settimane non consecutive. Arrivò alla 1ª posizione in Australia, Canada e Svizzera, alla 2ª in Svezia e Norvegia, alla 3ª in Austria, alla 4ª in Italia, alla 7ª in Nuova Zelanda e alla 10ª in Francia.
Vinse anche un Grammy Award come migliore interpretazione vocale femminile, rendendo la Summer la prima artista afroamericana a ricevere tale riconoscimento.
La rivista Rolling Stone ha collocato il brano alla posizione 103 della classifica delle 500 migliori canzoni di tutti i tempi.
Billboard, invece, l'ha posizionata al 67º posto tra le "più grandi canzoni di tutti i tempi".

## Tracce
Singolo Stati Uniti
1. Hot Summer
2. Journey to the Centre of Your Heart

Singolo Brasile
1. Hot Summer
2. Heaven Knows

Singolo Giappone
1. Hot Summer
2. Bad Girls

## Classifiche

### Classifiche settimanali
| Classifica (1979)        | Posizione massima |
| ------------------------ | ----------------- |
| Australia                | 1                 |
| Austria                  | 3                 |
| Belgio (Fiandre)         | 8                 |
| Canada                   | 1                 |
| Francia                  | 10                |
| Germania                 | 5                 |
| Irlanda                  | 14                |
| Italia                   | 4                 |
| Norvegia                 | 2                 |
| Nuova Zelanda            | 7                 |
| Paesi Bassi              | 21                |
| Regno Unito              | 11                |
| Stati Uniti              | 1                 |
| Stati Uniti (dance club) | 1                 |
| Stati Uniti (R&B)        | 3                 |
| Svezia                   | 2                 |
| Svizzera                 | 1                 |

### Classifiche di fine anno
| Classifica (1979) | Posizione |
| ----------------- | --------- |
| Australia         | 17        |
| Austria           | 13        |
| Belgio (Fiandre)  | 55        |
| Canada            | 18        |
| Francia           | 42        |
| Germania          | 17        |
| Italia            | 21        |
| Nuova Zelanda     | 32        |
| Stati Uniti       | 7         |
| Svizzera          | 14        |

### Classifiche di fine decennio
| Classifica (1970-79) | Posizione |
| -------------------- | --------- |
| Stati Uniti          | 12        |

## Cover
Della canzone sono state realizzate numerose cover nel corso degli anni. La prima celebre cover risale al 1995, quella di DJ Miko, che diede al brano una impronta dance più contemporanea. Musica che scoppia è il riadattamento in italiano di Mietta per il suo album a tinte black La mia anima del 1998. Siobhan Fahey, cantante delle Bananarama la reinterpretò con il titolo Hot Stuff (I Want You Back) e con il testo modificato. La versione della Fahey fu interpretata dalle Pussycat Dolls nel 2005. Nel 2008 la popstar olandese EliZe ne registrò una sua versione, che ottenne un buon successo in diverse classifiche europee. Nel 2020 è stato realizzato il remix della canzone ad opera del DJ norvegese Kygo.

## Utilizzo nei media
Hot Stuff è stato il tema principale del celebre striptease maschile nel film del 1997 Full Monty - Squattrinati organizzati. La scena in cui i quattro protagonisti ripassano la coreografia del brano mentre sono all'ufficio di collocamento è stata citata anche dal Principe Carlo del Galles.
Steve Allen lesse il brano come se si trattasse di una poesia durante uno show televisivo del 1980. Nel 1981 la canzone è stata utilizzata come colonna sonora di uno spot televisivo australiano della Four'N Twenty Pie.
Il wrestler Hot Stuff Eddie Gilbert ha utilizzato la canzone nel 1995 come accompagnamento di ogni suo ingresso in scena.
La canzone è anche stata inserita nel videogioco Karaoke Revolution Volume 2.
Hot Stuff è stato usato anche come sottofondo musicale dell'episodio 31 di Sex and the City, nella scena in cui Carrie Bradshaw ospita un celebre giudice a Staten Island per il concorso dei calendari del vigili del fuoco di New York. Nello stesso episodio si può udire anche Bad Girls, lato B del singolo Hot Stuff.
Viene anche usata nel trailer di Ma cosa ci dice il cervello.